# 田中岑
田中 岑（たなか たかし、1921年4月4日 - 2014年4月12日）は、日本の洋画家。春陽会会員。

## 来歴・人物
香川県三豊郡和田村（現 観音寺市豊浜町）出身。旧制香川県立三豊中学校、日本大学芸術科卒業。
1937年（昭和12年）三豊中学4年生の時に美術部を創る。1939年（昭和14年）東京美術学校油絵科に入学、小林万吾が保証人であった。その後、海老原喜之助に出会い日本大学芸術科に転校を薦められて入学した。在学中、独立美術協会展などに出展する。
兵役に就き復員後、第15回独立美術展に出品する。1947年（昭和22年）自由美術協会展に出品、同年4月に上京して以後出展を続けた。1950年（昭和25年）春陽会の出展して研究賞を受賞。翌年に春陽会準会員、1953年（昭和28年）に春陽会会員となった。
1956年（昭和31年）安井賞展が設定され、第1回の受賞者となる。この賞は、将来日本の美術を推進するに足りると推定される新人洋画家であり、また具象的傾向の作風に限られた。新人の登竜門として設定された。
1960年（昭和35年）から1961年（昭和36年）にかけて、パリ、ロンドン、ローマに滞在、木村忠太のアールピノサンでの個展に立ち会った。1966年（昭和41年）から4年間、女子美術大学講師を務める。1970年（昭和45年）母校香川県立観音寺第一高等学校の創立70周年記念壁画の製作を行った。
2014年（平成26年）4月12日に逝去。93歳没。兄は舞台美術家の田中照三。

## 受賞歴
- 1939年 - 「自画像」で独立展初入選
- 1950年 - 春陽会展第1回研究賞受賞
- 1956年 - 「丘」でシェル美術賞二等入賞
- 1957年 - 「海辺」で第1回安井賞受賞
- 1986年 - 第15回川崎市文化賞受賞

## 主な展覧会
- 1941年 - 銀座の紀伊国屋で展覧会
- 1942年 - フレスコ壁画組合展（日動画廊）、初個展「田中岑油絵フレスコ作品発表展」（神戸元町斉美工芸協会）
- 1947年 - 第11回自由美術協会展（『食慾』東京大学所蔵）、第1回日本アンデパンダン展
- 1949年 - 第1回読売アンデパンダン展
- 1950年 - 第27回春陽会展（東京都美術館）『光』、2013年（90回）まで毎年春陽会展に出品、『厨房』にて第1回研究賞を受賞
- 1953年 - 滝口修造選定による個展開催（タケミヤ画廊、作品は香川県所蔵）、「抽象と幻想」展（東京国立近代美術館）
- 1955年 - 「今日の新人1955年」展（神奈川県立近代美術館）、第1回JANインターナショナルふらんすクリチック絵画展（1957年第2回）
- 1956年 - 第2回現代日本美術展『海辺』（東京国立近代美術館所蔵）『丘原』（神奈川県立近代美術館所蔵）、田中岑・五味秀夫・斎藤正夫3人展（兜屋画廊）
- 1957年 - 第4回日本国際美術展『記憶』（以降5,6,7回）、壁画『女の一生』製作　（神奈川県立近代美術館）
- 1958年 - 安井賞記念受賞作家油絵展（梅田画廊）、メキシコ国立現代美術館現代日本美術展（南米巡回）、オーストラリア・ニュージーランド巡回日本現代美術展（外務省・東京国立近代美術館・毎日新聞社主催）
- 1959年 - 第5回日本国際美術展『朱新』（モントリオール最高裁判所所蔵）、個展（兜屋画廊、60年）
- 1960年 - JAN4人展（藤井令太郎、田中岑、五味秀夫、斎藤正夫）、中南米巡回日本現代美術展、田中岑渡欧歓送展（日動画廊）
- 1962年 - 第5回現代日本美術展、個展（日動画廊、64年）
- 1963年 - 第2回国際形象展（〜第20回）、個展（昭和画廊）
- 1965年 - 個展（日動サロン、66年、67年）
- 1969年 - 個展（大阪北浜日動画廊）、名古屋日動画廊開設7周年記念展
- 1972年 - 個展（三越アネックス）、個展（観音寺筒井文祥堂）、神戸文化ホールの壁画「あじさい」色彩監修　(高村智恵子原画)
- 1973年 - 個展「田中岑ふるさとをうたう」（香川県母子休養ホーム・ギャラリー）、個展（神戸貿易センタービル）
- 1975年 - 個展（泉凌雲堂画廊）
- 1976年 - 個展（ギャラリー・ジェイコ、79,81,83年）
- 1977年 - 安井賞20周年記念展（西武美術館）
- 1978年 - 堀内正和との二人展（神奈川県民ギャラリー）、個展（現代画廊）
- 1982年 - 個展（現代画廊）
- 1984年 - 個展（ギャラリー・フォレスト、89年）
- 1985年 - 個展（ギャラリー松井、88,89年）、個展（ギャラリー・ジェイコつくし野、87,88,89年）
- 1987年 - 描かれた大和（奈良県立美術館）出展
- 1988年 - 「洋画の現在と未来展」（美術世界画廊・ラフォーレミュージアム赤坂）出展
- 1989年 - 「香川の現代作家シリーズー田中岑展」（香川県文化会館）
- 1990年 - 今日の作家たちIII―'90田中岑・川口龍夫展（神奈川県立近代美術館）
- 1993年 - 香川県立図書館に壁画『霧の中』を製作
- 1995年 - 個展　（伊良湖岬美術館）
- 1996年 - 目黒美術館「1953年ライトアップ-新しい戦後美術像が見えてきた」展に出品
- 1999年 - NHK 総合テレビ 「土曜美の朝　色の記憶 – 田中岑」放映
- 2000年 - 美術の戦後（神奈川県立近代美術館）、アジア平和美術展2000（恵比寿ガーデンプレイス）に『扉』出展
- 2001年 - 日本近代美術史・再読（神奈川県立近代美術館）、「アジアから世界へPart IV」（ギャラリー美術世界）
- 2002年 - 安井賞40年の軌跡展（茨城県つくば美術館）、個展「その光の原点」（ギャラリー美術世界）
- 2003年 - 個展「そして清浄の光は放たれた」（ギャラリー美術世界）
- 2004年 - 第2回世界平和美術祭典に『トワイライト』を出品（上海劉海粟美術館）
- 2005年 - 個展「光のニルヴァーナ」（ギャラリー美術世界）
- 2006年 - 第83回春陽展、透過する光の情景「田中岑・五味秀夫」展（静岡カントリー浜岡ユース&ホテル、カルチャーフロア）
- 2007年 - 田中坦三＆田中岑展（ギャラリー美術世界）
- 2010年 - 「たわむれの情景〜田中岑展」沼津市庄司美術館
- 2011年 - 「春陽会第三世代の作家たちパート １ 五味秀夫・田中岑」（国立新美術館）
- 2012年 - 「シリーズ川崎の美術　田中岑91層の色彩」（川崎市市民ミュージアム）
- 2014年 - 「田中岑展　いろいろ、そうそう」（川崎市市民ミュージアム）[3]